# Vicus Aterii
Vicus Aterii (łac. Dioecisis Vico-Ateriensis) – diecezja historyczna w Cesarstwie rzymskim w prowincji Byzacena, współcześnie w Tunezji. Obecnie katolickie biskupstwo tytularne.

## Biskupi tytularni
| Lp. | Biskup               | Funkcja                                         | Od                | Do                   |
| --- | -------------------- | ----------------------------------------------- | ----------------- | -------------------- |
| 1   | James Joseph Sweeney | emerytowany biskup Honolulu (USA)               | 6 marca 1968      | 20 czerwca 1968      |
| 2   | Matthias Defregger   | biskup pomocniczy Monachium i Fryzyngi (Niemcy) | 3 lipca 1968      | 23 lipca 1995        |
| 3   | Franz Vorrath        | biskup pomocniczy Essen (Niemcy)                | 22 listopada 1995 | 17 października 2022 |